# Estação Ferroviária de Pampilhosa
A estação ferroviária de Pampilhosa é uma interface da Linha do Norte situada na freguesia de Pampilhosa, no distrito de Aveiro, em Portugal. Funciona como entroncamento com a Linha da Beira Alta e também foi o ponto de origem do Ramal da Figueira da Foz, encerrado em 2009.

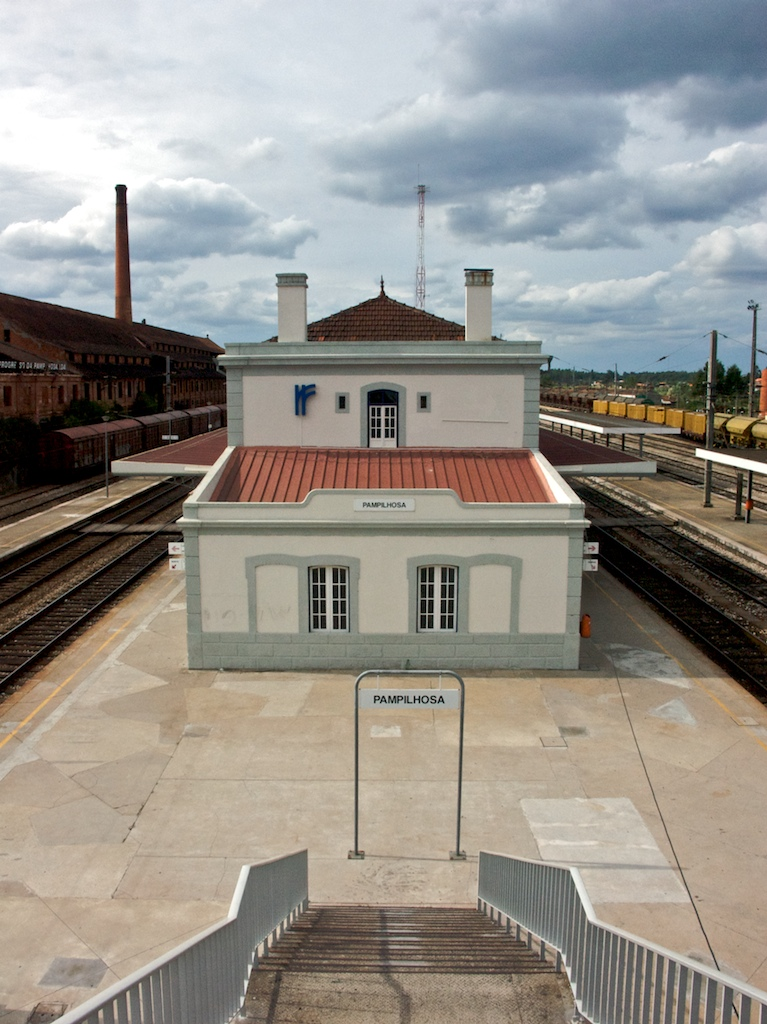
Plataforma da estação de Pampilhosa, em 2009.

## Descrição

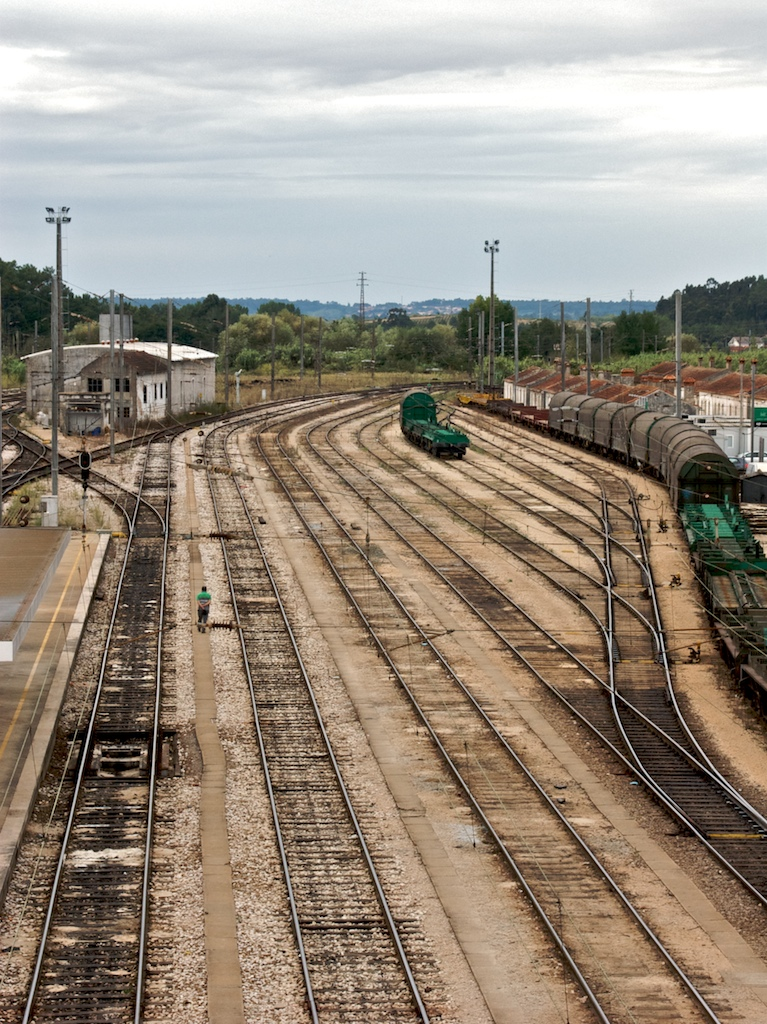
Aspeto das via da estação de Pampilhosa, em 2008.

### Localização e acessos
A estação ferroviária de Pampilhosa tem acesso pela Rua da República, na localidade de Pampilhosa do Botão.

### Infraestrutura
Esta interface apresenta sete vias de ciculação (identificadas como I-N, II-N, III-N, I-B, II-B, III-B, e IV-B), com comprimentos variando entre 737 e 205 m, todas exceto uma (IV-B) acessíveis por plataformas de comprimentos variando entre 213 e 307 m e alturas entre 50 e 30 cm; existem ainda dezasseis vias secundárias (IV-N, V, VI, G1, G3, Cais I, Cais II, R1, R2, R3, R4, R5, R6, R7, MT1, e MT2), com comprimentos variando entre 756 e 65 m; todas as vias de circulação estão eletrificadas em toda a sua extensão e as secundárias estão-no parcialmente.
A superfície dos carris ao PK 50+4 situa-se à altitude de 695 dm acima do nível médio das águas do mar. O edifício de passageiros situa-se do lado nascente da via principal (lado direito do sentido ascendente, a Campanhã).
Nesta estação a Linha da Beira Alta entronca na Linha do Norte no lado direito do seu enfiamento descendente, bifurcando-se a via para nordeste e possibilitando percursos diretos Coimbra-Aveiro e Coimbra-Guarda, enquanto que o percurso Guarda-Aveiro tem de infletir em Pampilhosa (estando em projeto uma concordância para possibilitar também este percurso direto).[carece de fontes?] Fruto desse entroncamento, esta estação é um ponto de câmbio nas características da via férrea e do seu uso:
| característica | Norte desc. | Norte desc.   | Norte asc. | Norte asc.    | Beira Alta    | Beira Alta      |
| -------------- | ----------- | ------------- | ---------- | ------------- | ------------- | --------------- |
| velocidade     | Alfarelos   | 120-160 km/h  | Ovar       | 160-220 km/h  | Guarda        | 120-160 km/h    |
| circulação     | Coimbra-B   | central (Sul) | Guarda     | central (Sul) | Aveiro        | central (Norte) |
| compr. máx.    | Pombal      | 500 m         | Cacia      | 680 m         | Vilar Formoso | 515 m           |

Situa-se junto a esta interface, ao PK 51+450 da Linha da Beira Alta, a zona neutra de Pampilhosa que isola os troços da rede alimentados respetivamente pelas subestações de tração de Mortágua e de Alfarelos.

## História

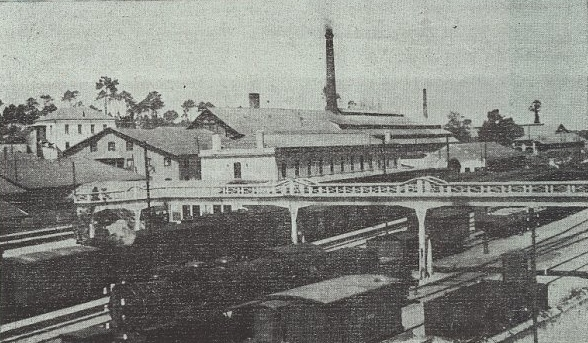
Vista da estação, na primeira metade do século XX.

### Século XIX
A estação está situada no lanço entre Taveiro e Estarreja da Linha do Norte, que abriu à exploração no dia 10 de Abril de 1864, pela Companhia Real dos Caminhos de Ferro Portugueses.
Em 1 de Julho de 1883, foi inaugurada a Linha da Beira Alta, entre a Pampilhosa e Vilar Formoso, enquanto que o lanço desde a Pampilhosa até à Figueira da Foz foi aberta no dia 3 de Agosto do mesmo ano, tendo ambos os lanços sido construídos pela Companhia dos Caminhos de Ferro Portugueses da Beira Alta.
Em Janeiro de 1897, estava pendente de aprovação pelo Ministério das Obras Públicas, Comércio e Indústria um projecto para construir uma nova estação na Pampilhosa, que consistia num edifício de passageiros, retretes, cais de mercadorias, um reservatório de água para o abastecimento das locomotivas, e todas as dependências necessárias a uma estação de segunda classe.

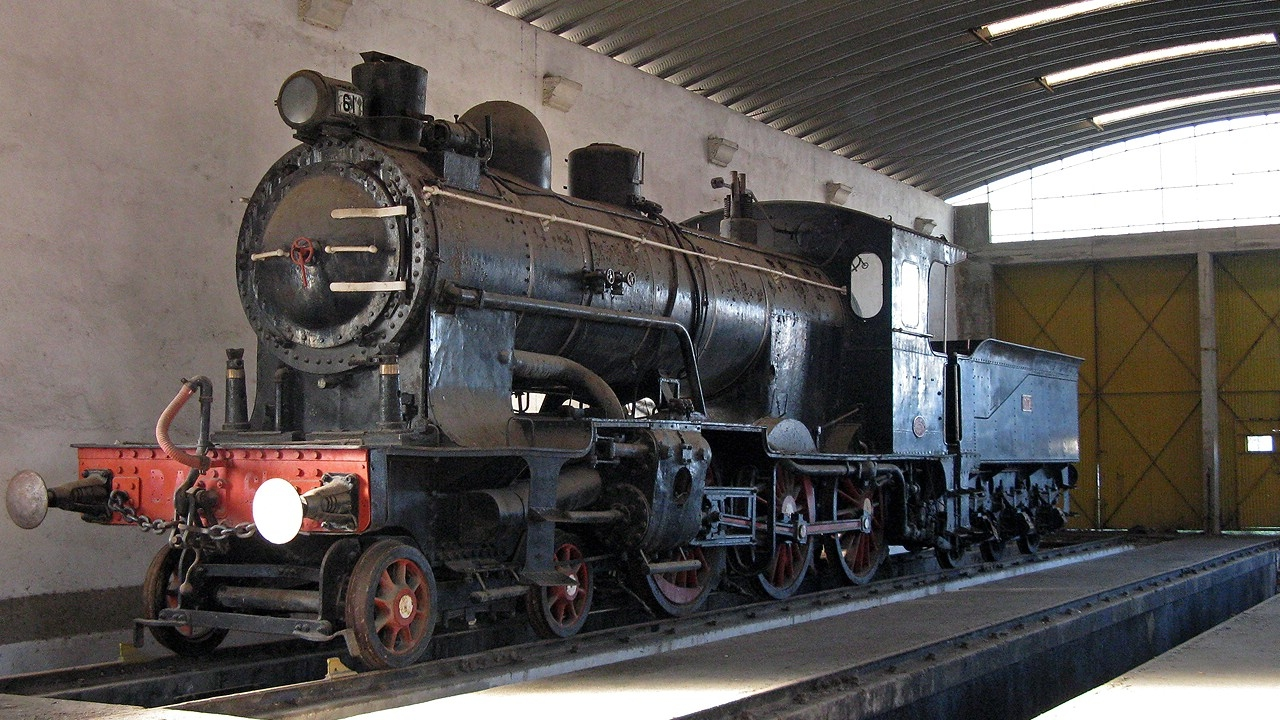
Locomotiva da Companhia da Beira Alta, guardada na estação de Pampilhosa.

### Século XX
Em 1901, a Companhia da Beira Alta prolongou os cais coberto e descoberto nesta estação.
Em 1932, a Companhia dos Caminhos de Ferro Portugueses da Beira Alta realizou obras nesta estação, tendo reconstruído três casas do bairro operário, e instalado os muros do suporte de carvão. Em 1933, reparou e pintou as marquises, efectuou mais obras no bairro operário, construiu as fossas para as balanças de Grande Velocidade, e pintou os sinais. Em Dezembro do mesmo ano, a Companhia dos Caminhos de Ferro Portugueses estava a planear a ampliação desta interface.

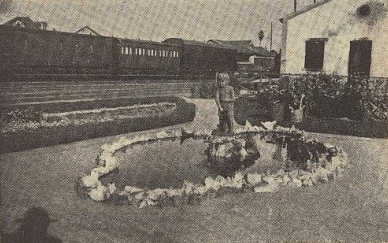
Jardim da estação de Pampilhosa, na década de 1940.

Em 1934, o chefe da estação foi distinguido num concurso de ajardinamento das estações na Linha da Beira Alta. Nesse ano, a empresa realizou grandes obras de modificação e reparação no edifício da estação, e construiu as plataformas da estação e da entre-via, no lado da Linha da Beira Alta. Em Agosto de 1935, o chefe da estação voltou a ser homenageado no concurso de ajardinamento da Linha da Beira Alta. Nesse ano, a Companhia da Beira Alta fez várias obras, como a reparação da cocheira das locomotivas. Em 1939, voltou a fazer várias obras de reparação, especialmente no restaurante e na placa das locomotivas.
Em Março de 1964, foi electrificado o troço entre Coimbra e Pampilhosa da Linha do Norte.

Em 1968, esta estação era um importante ponto de concentração de tráfego ferroviário.

### Século XXI

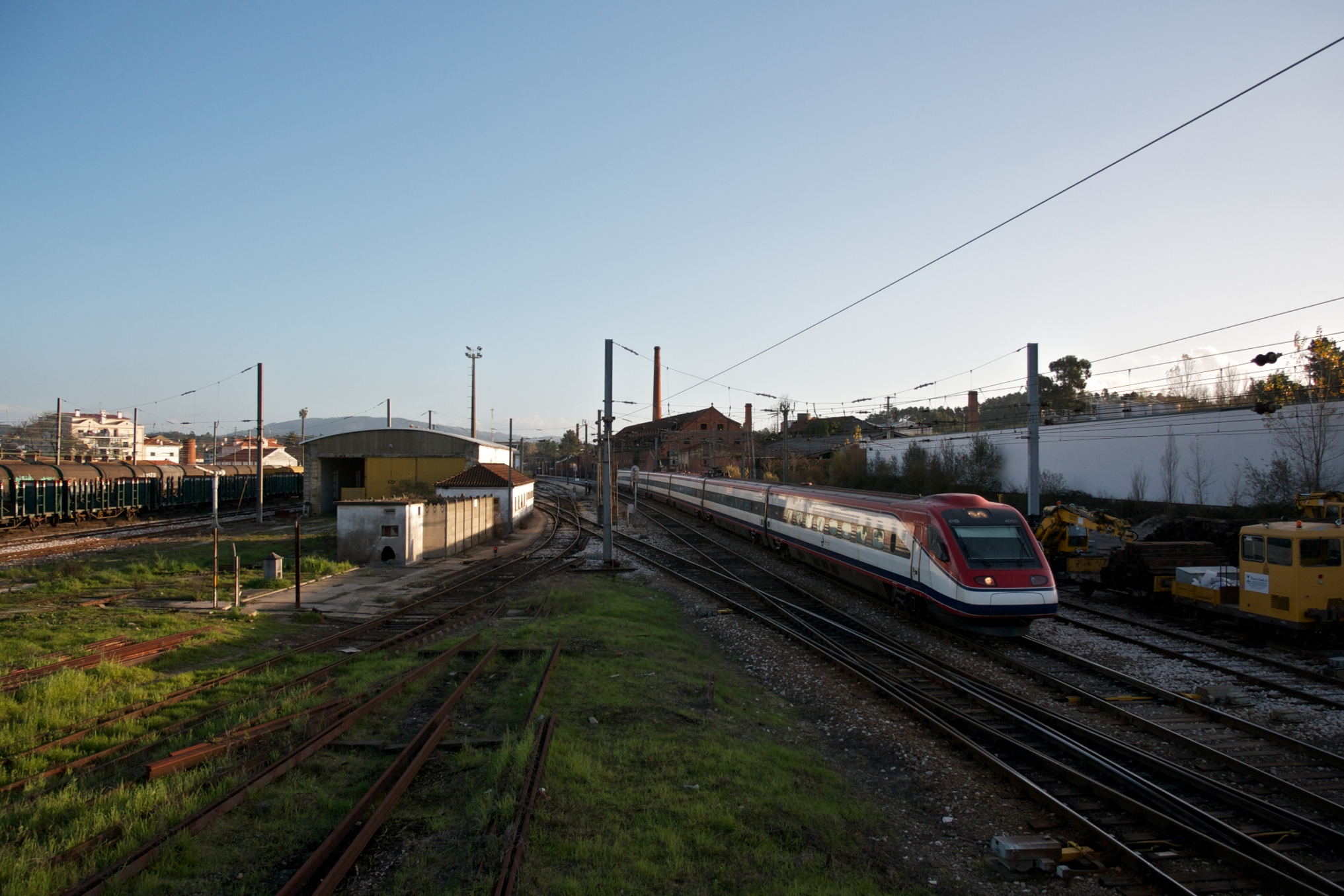
Alfa Pendular passando na estação de Pampilhosa, em 2011.

O Ramal da Figueira da Foz foi encerrado à circulação ferroviária em 5 de Janeiro de 2009 pela Rede Ferroviária Nacional, por alegados motivos de segurança. A empresa Comboios de Portugal assegurou um serviço rodoviário de substituição até 1 de Janeiro de 2012.

Segundo dados oficias de 2011, Pampilhosa tinha sete vias de circulação, com 180 a 780 m de comprimento, enquanto que as plataformas tinham entre 220 e 315 m de extensão, e 30 a 40 cm de altura — valores mais tarde ampliados para os atuais. Em finais de 2022, estavam programadas obras de modernização na estação da Pampilhosa, incluindo alteração da configuração das vias e renovação da sinalização, a prolongar-se desde finais de 2023 a inícios de 2025.:132-133, 142]

## Leitura recomendada
- RODRIGUES, Alice Correia Godinho (2006). Pampilhosa: origem do lugar do entroncamento: subsídio para o estudo dos caminhos de ferro portugueses: a linha da Beira Alta (1882-1920). Mealhada: Câmara Municipal. 107 páginas